# Wang Jun (cestista)
Wang Jun (王軍T, 王军S, Wáng JūnP; 20 agosto 1963) è un'ex cestista cinese.

## Carriera
Con la Cina ha disputato i Giochi olimpici di Los Angeles 1984 e i Campionati del mondo del 1986.